# L'Obagueta (el Meüll)
L'Obagueta és una obaga del terme municipal de Castell de Mur, dins de l'antic terme de Mur, al Pallars Jussà. Es troba en territori de l'antic poble del Meüll.
Està situada al nord-oest del Mas de l'Hereu, al nord-oest de lo Perrot i al sud-oest de les Barranques. El Camí del Mas de Condó discorre a llevant de l'Obagueta, per la seva part superior.